# بخش جابوا
بخش جابوا (به انگلیسی: Jhabua district) یک منطقهٔ مسکونی در هند است که در Indore division واقع شده‌است. بخش جابوا ۳٬۷۸۲ کیلومتر مربع مساحت و ۱٬۰۲۵٬۰۴۸ نفر جمعیت دارد.